# Nové Sady (Dolany)
Nové Sady (německy Neudörfel) jsou osada obce Dolany v okrese Olomouc. Nachází se mezi Dolany a Véskou, asi 11,5 km severovýchodně od centra Olomouce.
Je zde registrováno patnáct čísel popisných a šest čísel evidenčních. Prochází tudy silnice III/44311. Nachází se zde dřevěná zvonice pocházející z 20. století a kovový kříž. Protéká tudy Dolanský potok, který se vlévá do Trusovického potoka.